# Factor de iniciación
Los factores de iniciación (IF) son proteínas que se unen a la subunidad menor del ribosoma durante el inicio del proceso de biosíntesis de proteínas, es decir, ayudan al ribosoma a iniciar la traducción genética del ARNm a proteínas. Este paso es crucial, porque es lo que permite que la maquinaria celular reconozca el codón de inicio correcto, y por lo tanto se adapte al mensaje a traducir. 
La puesta en marcha involucra la subunidad ribosómica menor 30S procariota o 40S eucariota, y permite la formación del complejo ternario entre esta subunidad, el ARNm y ARNt en el primer codón del gen. Los factores de iniciación son esenciales para este ensamblaje y están asociados con el ribosoma durante todo el proceso. Una vez que se forma el complejo ternario, se recluta la subunidad ribosómica mayor 50S procariotas o 60S eucariota y los factores de iniciación se disocian. Seguidamente comienza la fase de elongación de la cadena de proteínas.

## Tipos de factores de iniciación y principales homólogos
| arqueanos | bacterianos | eucariotas      | eucariotas     | Función                                                                       |
| arqueanos | bacterianos | citoplasmáticos | mitocondriales | Función                                                                       |
| aIF1A     | IF1         | eIF1A           | -              | Se asocia con la subunidad ribosómica menor en el sitio A.                    |
| aIF5B     | IF2         | eIF5B           | mtIF2          | Participa en el ensamblaje de la subunidad menor con la mayor.                |
| aIF1      | IF3         | eIF1 o SUI1     | mtIF3          | Varios trabajos que dan precisión al proceso.                                 |
| aIF2      | -           | eIF2            | -              | Entrega el ARNt iniciador al sitio P.                                         |
| -         | -           | eIF4F           | -              | Complejo de 3 subunidades para promover el inicio de la traducción eucariota. |
| aIF6      | -           | eIF6            | -              | Mantiene la separación de las dos subunidades ribosómicas.                    |

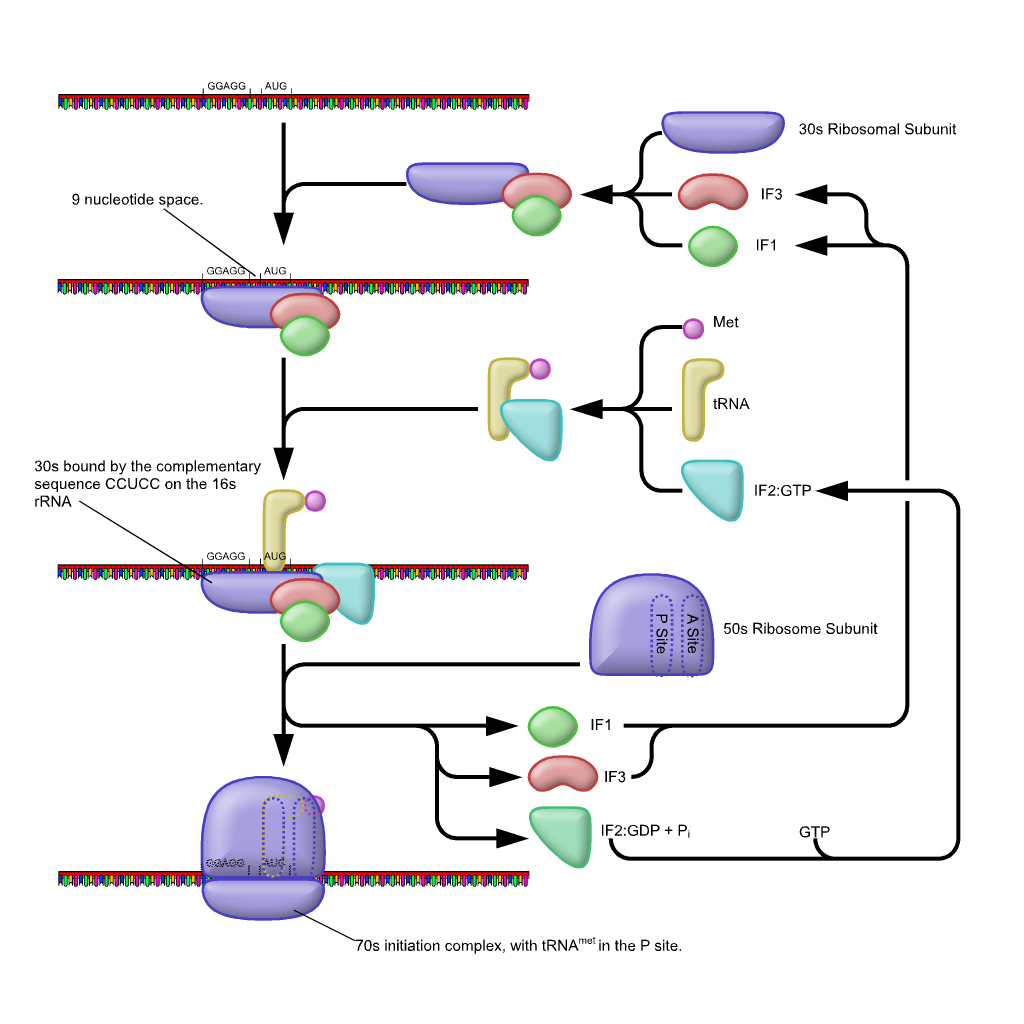
Proceso de iniciación de la traducción bacteriana.

El factor mtIF2 mitocondrial realiza funciones correspondientes a los factores bacterianos tanto de IF1 como de IF2. El factor eucariota eIF5A ha sido redefinido como factor de elongación y no de iniciación. Las arqueas, aunque son procariotas, tienen un mecanismo de iniciación similar al eucariota, con un aparato más complejo que el de las bacterias. Adicionalmente, en los cloroplastos de las plantas se ha identificado ortólogos funcionales de los factores de iniciación bacterianos IF1, 2 y 3.